# 黃源盛
黃源盛（1955年—），台灣雲林縣四湖人，法史學家。
台灣大學法學博士、日本京都大學法學部研究員、日本東京大學東洋文化研究所外國人研究員。曾任天主教輔仁大學法律學系專任教授、台灣刑事法學會理事、東吳大學法律學系兼任教授及國立政治大學、台北大學法律系兼任副教授、國立台灣大學歷史系兼任副教授。
現任中央研究院歷史語言研究所兼任研究員、福州大學法學院特聘教授、中南財經政法大學文瀾學者講座教授。
黃源盛教授擅長中國法律思想史、法制史，對刑法也有相當的研究。在中國大陸有「南黃北李」之稱。在教學上，亦屢次被評為教學特優教師。

## 著作
- 晚清民國民法史料輯注(1910-2014) ISBN 9789868986688
- 「中國法史論衡：黃靜嘉先生九秩嵩壽祝賀文集」 ISBN 9789869053907
- 「最高法院判例輯存 刑事編」 ISBN 9789868986640
- 「最高法院判例輯存 民事編」
- 「簡明刑法總則」
- 「大理院刑事判例輯存」
- 「刑法精義」
- 「法學入門」
- 「中國法史導論」
- 「簡明刑法分則」
- 『大理院民事判例輯存 債權編(纂輯)』
- 『大理院民事判例輯存 承繼編(纂輯)』
- 『大理院民事判例輯存 物權編(纂輯)』
- 『大理院民事判例輯存 親屬編(纂輯)』
- 『唐律與傳統法文』